# Берт-Дагский сумон
Берт-Дагский сумон — административно-территориальная единица (сумон) и муниципальное образование со статусом сельского поселения в Тес-Хемском кожууне Тывы Российской Федерации.
Административный центр и единственный населённый пункт сумона — село Берт-Даг.

## Население
| 2017 | 2018  |
| ---- | ----- |
| 1045 | ↗1048 |